# Ceyda Aslı Kılıçkıran
Ceyda Aslı Kılıçkıran es una guionista y directora de cine turca.

## Biografía
Kılıçkıran nació el 16 de febrero de 1968 en Esmirna. Después de terminar la escuela secundaria, estudió literatura inglesa y filología en la Universidad de Estambul, graduándose en 1993.

## Carrera
Trabajó como escritora para periódicos extranjeros, incluidos Daily News y Middle East Journal, antes de convertirse en editora en jefe de CIDC Insight. Luego escribió guiones para comerciales. Al darse cuenta de que algo faltaba en el concepto, decidió filmar las películas con su propio guion.
En 2007, escribió y dirigió Geçerken Uğradım (Mientras estoy en mi camino), una película sobre la vida de una mujer moderna interpretada por la actriz turca Hale Soygazi. La película fue dedicada a Duygu Asena (1946-2006), periodista, autora de best-sellers y activista por los  derechos de la mujer.
Su película de 2007 Kilit (La cerradura) que presenta la vida de Afife Jale (1902-1941), más conocida como la primera actriz de teatro musulmana en Turquía, recibió un premio de la Fundación de Obras y Bibliotecas de Mujeres en 2008. También recibió una oferta del director y productor de cine estadounidense Robert Richter para producir un documental sobre la vida de las mujeres musulmanas en el Medio Oriente.

## Filmografía
- Bağımsızlığımı ve Seni Seviyorum
- A Patch of Freedom - 2003
- Su Yolu (Watermark) - 2005
- Geçerken Uğradım (Whilst on My Way) - 2007
- Kilit (The Lock) - 2007
- The Transition - 2011 (Documental)